# 東京キッズ
株式会社東京キッズ（とうきょうキッズ、英: TOKYO KIDS Co.,Ltd.）は、かつて存在した日本のアニメ制作会社。日本動画協会準会員、練馬アニメーション協議会幹事であった。

## 沿革
葦プロダクションの制作スタッフで、テレビアニメ『宇宙戦士バルディオス』『戦国魔神ゴーショーグン』などの制作進行をしていた木村健吾が、1983年に制作部門を立ち上げたスタジオぎゃろっぷに制作デスクとして移籍。『名探偵ホームズ』『チックンタックン』『ミラクルジャイアンツ童夢くん』などの制作担当を経て独立。1990年に設立した。
設立当初は、『あばしり一家』などのOVAの制作元請が中心だったが、スタジオぎゃろっぷ時代から関係のあった演出家の渡部高志のほか、じゃんぐるじむに所属していたアニメーターの箕輪悟、佐々木敏子、小林多加志などが作品に参加。テレビシリーズの元請制作ができる体制が整って1997年の『超特急ヒカリアン』からテレビシリーズの制作を手がけるようになった。
2007年にテレビアニメ版『地球へ…』の元請制作を南町奉行所と共同で担当した縁から、2008年には『宇宙戦艦ヤマト』のリメイク作品『宇宙戦艦ヤマト2199』も担当する予定になっていたが、同年に倒産。スタッフの一部はワオワールドへ移籍した。

## 作品履歴

### テレビアニメ
| 開始年 | 放送期間         | タイトル                               | 監督              | アニメーション プロデューサー | 原作              | 備考                             |
| ------ | ---------------- | -------------------------------------- | ----------------- | ----------------------------- | ----------------- | -------------------------------- |
| 1997年 | 4月 - 2000年3月  | 超特急ヒカリアン                       | 広川和之 新田義方 | 木村健吾                      | 玩具              |                                  |
| 1998年 | 6月 - 9月        | スーパーミルクちゃん                   | 田中秀幸          | 木村健吾                      | オリジナル        | 制作協力：フレイムグラフィックス |
| 2001年 | 10月 - 12月      | おとぎストーリー 天使のしっぽ          | 越智一裕          | 木村健吾                      | メディア ミックス |                                  |
| 2002年 | 4月 - 2003年3月  | 電光超特急ヒカリアン                   | 大庭秀昭          | 神戸明 木村健吾               | 玩具              |                                  |
| 2003年 | 3月 - 4月        | 天使のしっぽChu                        | 鹿島典夫          | 木村健吾                      | メディア ミックス |                                  |
| 2003年 | 5月 - 6月        | セイント・ビースト〜聖獣降臨編〜       | 小坂春女          | 木村健吾                      | メディア ミックス |                                  |
| 2004年 | 4月 - 9月        | DAN DOH!!                              | 大森英敏          | 木村健吾 青木清光             | 漫画              |                                  |
| 2004年 | 10月 - 2005年4月 | ゾイドフューザーズ                     | 蒔田浩二 山口頼房 | 木村健吾                      | 玩具              |                                  |
| 2005年 | 1月 - 9月        | ギャラリーフェイク                     | 山崎理            | 青木清光                      | 漫画              | 第26 - 37話                      |
| 2006年 | 1月 - 3月        | マジカノ                               | 岸誠二            | 松本真                        | 漫画              |                                  |
| 2006年 | 4月 - 6月        | 学園ヘヴン BOY'S LOVE HYPER!           | ひいろゆきな      | 青木清光                      | ゲーム            |                                  |
| 2006年 | 8月 - 2007年1月  | パッタ ポッタ モン太                   | 五月女有作        | 青木清光                      | オリジナル        | 創立15周年記念作品               |
| 2006年 | 10月 - 12月      | マージナルプリンス〜月桂樹の王子達〜   | 稲垣隆行          | 箕ノ口克己 吉田悟             | ゲーム            | 共同制作：studioT&B・ゴンジーノ  |
| 2007年 | 4月 - 6月        | セイント・ビースト〜光陰叙事詩天使譚〜 | 佐々木奈奈子      | 青木清光 松本真               | メディア ミックス | アニメーション制作協力：遊歩堂   |
| 2007年 | 4月 - 9月        | 地球へ…                                | ヤマサキオサム    | 青木清光                      | 漫画              | 共同制作：南町奉行所             |
| 2007年 | 12月 - 2008年2月 | AYAKASHI                               | 高田淳            | 青木清光                      | ゲーム            |                                  |

### 劇場アニメ
| 公開年 | タイトル         | 監督       | 原作 | 備考               |
| ------ | ---------------- | ---------- | ---- | ------------------ |
| 2002年 | ギャグマンガ日和 | 大地丙太郎 | 漫画 | ジャンプフェスタ版 |

### OVA
| 発売年 | タイトル                                      | 監督            | アニメーション プロデューサー | 原作       | 共同制作       |
| ------ | --------------------------------------------- | --------------- | ----------------------------- | ---------- | -------------- |
| 1991年 | 入院ボッキ物語おだいじに!                     | 湖山禎崇        | N/A                           | 漫画       |                |
| 1992年 | あばしり一家                                  | 渡部高志        | N/A                           | 漫画       | スタジオぴえろ |
| 1992年 | イース 天空の神殿〜アドル・クリスティンの冒険 | 神谷純 渡部高志 | 木村健吾                      | ゲーム     |                |
| 1996年 | TWIN SIGNAL                                   | 曽我部孝        | 本田浩司 木村健吾             | 漫画       |                |
| 1997年 | 超獣伝説ゲシュタルト                          | 山崎理          | 本田浩司 野口義晃 木村健吾    | 漫画       |                |
| 1999年 | 最遊記                                        | 曽我部孝        | 木村健吾                      | 漫画       |                |
| 2002年 | HAND MAID マイ                                | きみやしげる    | 木村健吾                      | オリジナル |                |

### 制作協力
テレビアニメ
- 超くせになりそう （制作元請：スタジオ旗艦、各話制作協力、1994年-1995年）
- 魔法騎士レイアース （制作元請：トムス・エンタテインメント東京本社東京ムービー事業本部、各話制作協力、1994年-1995年）
- ストリートファイターII V （制作元請：グループ・タック、各話制作協力、1995年）
- エルフを狩るモノたちシリーズ
  - エルフを狩るモノたち （制作元請：グループ・タック、各話制作協力、1996年）
  - エルフを狩るモノたちII （制作元請：グループ・タック、各話制作協力、1997年）

- 吸血姫美夕 （制作元請：AIC、各話制作協力、1997年-1998年）
- ロードス島戦記シリーズ
  - ロードス島戦記-英雄騎士伝-（本編）（制作元請：AIC、制作協力、1998年）
  - ようこそロードス島へ!（番外編）（制作元請：AIC、制作協力、1998年）

- スージーちゃんとマービー （制作元請：XEBEC、各話制作協力、1999年-2000年）
- ゾイド -ZOIDS- （制作元請：XEBEC、各話制作協力、1999年-2000年）
- 人形草紙あやつり左近 （制作元請：トムス・エンタテインメント東京本社東京ムービー事業本部、各話制作協力、1999年-2000年）
- 週刊ストーリーランド （制作元請：トムス・エンタテインメント東京本社東京ムービー事業本部、各話制作協力、1999年-2001年）
- とっとこハム太郎 （制作元請：トムス・エンタテインメント東京本社東京ムービー事業本部、各話制作協力、2000年-2006年）
- グラビテーション （制作元請：スタジオディーン、各話制作協力、2000年）
- 無敵王トライゼノン （制作元請：イージー・フイルム、各話制作協力、2000年）
- 魔法戦士リウイ （制作元請：J.C.STAFF、各話制作協力、2001年）
- 破邪巨星Gダンガイオー （制作元請：AIC、各話制作協力、2001年）
- フルーツバスケット （制作元請：スタジオディーン、各話制作協力、2001年）
- チャンス〜トライアングルセッション〜 （制作元請：マッドハウス、各話制作協力、2001年）
- 円盤皇女ワるきゅーレ （制作元請：TNK、各話制作協力、2002年）
- 愛してるぜベイベ★★ （制作元請：トムス・エンタテインメント東京本社東京ムービー事業本部、各話制作協力、2004年）
- IZUMO -猛き剣の閃記- （制作元請：トライネットエンタテインメント・スタジオ九魔、制作協力、2005年）
- エンジェル・ハート （制作元請：トムス・エンタテインメント東京本社東京ムービー事業本部、各話制作協力、2005年-2006年）
- 格闘美神 武龍 REBIRTH （制作元請：トムス・エンタテインメント東京本社東京ムービー事業本部、各話制作協力、2006年）
- まもって!ロリポップ （制作元請：サンシャインコーポレーション・オブ・ジャパン、各話制作協力、2006年）
- コヨーテ ラグタイムショー （制作元請：ユーフォーテーブル、各話制作協力、2006年）
- ギャラクシーエンジェる〜ん （制作元請：サテライト、各話制作協力、2006年）
- 史上最強の弟子ケンイチ （制作元請：トムス・エンタテインメント東京本社東京ムービー事業本部、各話制作協力、2006年）
- 京四郎と永遠の空 （制作元請：TNK、各話制作協力、2007年）
- がくえんゆーとぴあ まなびストレート! （制作元請：ユーフォーテーブル、各話制作協力、2007年）
- アイシールド21 （制作元請：ぎゃろっぷ、各話制作協力、2007年）
- スカルマン THE SKULL MAN （制作元請：ボンズ、各話制作協力、2007年）
- 大江戸ロケット （制作元請：マッドハウス、各話制作協力、2007年）
- 鋼鉄三国志 （制作元請：ピクチャーマジック、各話協力スタジオ、2007年）
- デルトラクエスト （制作元請：オー・エル・エム、各話制作協力、2008年）
- イタズラなKiss （制作元請：トムス・エンタテインメント、各話制作協力、2008年）

劇場アニメ
- カッタ君物語 （制作元請：ナベスタジオ・アウベック、制作協力、1995年）
- デジモンアドベンチャー02シリーズ
  - 前編・デジモンハリケーン上陸!! （制作元請：東映アニメーション、制作協力、2000年）
  - 後編・超絶進化!! 黄金のデジメンタル （制作元請：東映アニメーション、制作協力、2000年）

- ドラえもん  ぼくの生まれた日 （制作元請：シンエイ動画、協力、2002年）

OVA
- 銀河英雄伝説 （制作元請：キティ・フィルム、各話制作協力、1991年）
- 天地無用! 魎皇鬼（第一期） （制作元請：AIC、各話制作協力、1992年-1993年）
- 新造人間キャシャーン （制作元請：タツノコプロ、制作協力、1993年）
- 美少女遊撃隊バトルスキッパー （制作元請：アートミック、制作協力、1995年）
- 灰色ヶ丘の総理大臣（制作協力、1995年）
- 火宵の月〜秋狂言〜 （制作元請：フォーサム、制作協力、1998年）

## 同社スタッフ・OBが独立・起業・移籍した会社
- 柳編集室 - 編集の柳圭介が独立し2011年に設立。
- ホットライン - 2005年設立。創業者の木村健吾がフリープロデューサーを経て2012年より取締役会長として経営に参加[1]。
- スタジオフラッド - 制作出身の岩本祥伯がA-1 Pictures→アスリードを経て2013年に設立。
- 颱風グラフィックス - 編集の櫻井崇がAICを経て2014年に設立。